# Campeonato Ecuatoriano de Fútbol 1999
El Campeonato Ecuatoriano de Fútbol 1999, conocido oficialmente como «Campeonato Nacional de Fútbol 1999», fue la 41.ª edición de la Serie A del Campeonato nacional de fútbol profesional en Ecuador. La competencia se celebró del 5 de marzo al 19 de diciembre de 1999. El torneo fue organizado por la Federación Ecuatoriana de Fútbol y contó con la participación de doce equipos de fútbol.
El torneo contó con un sistema de tres etapas. La primera etapa se desarrolló en un sistema de todos contra todos, en donde los cuatro primeros clasificados ganaron el derecho a pelear por un cupo a la liguilla final y los equipos que terminaron en quinto, sexto, undécimo y duodécimo puesto accedieron a la disputa por un cupo a la liguilla del no descenso. En la segunda etapa se conformaron dos hexagonales, en donde los que terminaron en primer puesto de cada hexagonal clasificaron a la liguilla final y los que terminaron en quinto y sexto puesto de cada hexagonal accedieron a la disputa por un cupo a la liguilla del no descenso, En la tercera etapa se jugaron las dos liguillas, en donde los dos primeros clasificados ganaron el derecho a pelear por un cupo a la Copa Libertadores del 2000 y dos cupos a la final del torneo nacional incluso el equipo ocupado en tercer puesto accedieron a la disputa por un cupo a la Copa Libertadores del 2000, más la liguilla del No Descenso para salvar la categoría, en donde los tres últimos puestos descendieron a la Serie B del 2000. La quinta etapa consistió en la final del torneo, que se disputó entre los dos primeros clasificados de la liguilla final en partidos de ida y vuelta.
Liga Deportiva Universitaria se proclamó campeón por sexta vez en su historia, tras superar al El Nacional en una histórica final que culminó con un marcador global de 4-1 a favor del conjunto capitalino. Con este título el equipo consiguió el bicampeonato y el primer campeón del campeonato nacional fuera del estadio Casa Blanca y después trasladó al Estadio Casa Blanca donde festejó el título con su hinchada en su estadio llevando el equipo albo al cetro máximo del fútbol ecuatoriano con los dos goles de Eduardo Tanque Hurtado y un gol del argentino Ezequiel Maggiolo conseguido en el cotejo clave del partido de revancha del 19 de diciembre de 1999 al poner la victoria de Liga de Quito de visitante sobre El Nacional de local por el resultado del marcador de 3-1 en el Estadio Olímpico Atahualpa de Quito La Capital de la República Liga de Quito festejaba el sexto título en su larga trayectoria deportiva de la U el cual se convertía en el último campeón ecuatoriano del siglo XX como hacía 42 años cuando Emelec fue el primer campeón nacional lo alcanzó en 1957 en la historia del fútbol de nuestro país, también en esta edición fue la sorpresa de los 2 equipos ascendidos entre el Macará y el Audaz Octubrino regresaron 8 y 10 años después a la división mayor tras sus respectivos ascensos, ocupando la plaza de los descendidos Técnico Universitario y Panamá y por última vez en el siglo XX y II milenio desde 1976, la incorporación de la ciudad de Quito la capital de la República solo contó con 5 clubes pertenecientes a Quito que eran Liga Deportiva Universitaria, Aucas, El Nacional, Deportivo Quito y Espoli y quedó 5 equipos de la capital en la Serie A al igual que 1976, Primera Etapa de 1977, 1979, Segunda Etapa de 1980, 1981, Segunda Etapa de 1982, 1985, 1986, Segunda Etapa de 1990, Primera Etapa de 1992, 1994, 1995, 1996, 1997 y 1998 y la provincia de Pichincha solo contó con 5 clubes pertenecientes a la provincia de Pichincha que eran Liga Deportiva Universitaria, Aucas, El Nacional, Deportivo Quito y Espoli quedó 5 equipos de dicha provincia en la misma al igual que 1976, Primera Etapa de 1977, 1979, Segunda Etapa de 1980, 1981, Segunda Etapa de 1982, 1985, 1986, Segunda Etapa de 1990, Primera Etapa de 1992, 1994, 1995, 1996, 1997 y 1998, Por su parte, Por primera vez en su historia y por última vez en el siglo XX y II milenio desde su creación del campeonato en 1957, la ciudad de Guayaquil solo contó con 2 clubes pertenecientes a Guayaquil que eran Barcelona y Emelec y quedó 2 equipos de dicha ciudad en la Serie A al igual que 1957, 1972, 1974, Segunda Etapa de 1975, Segunda Etapa de 1976, 1977, Primera Etapa de 1978, 1979, Primera Etapa de 1981 y 1996 y la provincia del Guayas solo contó con 2 clubes pertenecientes a la provincia del Guayas que eran Barcelona y Emelec y quedó 2 equipos de dicha provincia en la misma al igual que 1957, 1972, 1974, Segunda Etapa de 1975, Segunda Etapa de 1976, 1977, Primera Etapa de 1978, 1979, Primera Etapa de 1981 y 1996. A ellos se ha sumado por última vez en el siglo XX y II milenio desde 1971, la ciudad de Cuenca la capital azuaya solo contó con 1 solo club perteneciente a Cuenca que era Deportivo Cuenca y quedó 1 solo equipo de la capital azuaya en la Serie A al igual que 1971, 1973, 1974, 1975, 1976, Primera Etapa de 1977, 1978, 1979, 1980, 1981, 1985, 1986, 1987, 1988, 1989, 1990, 1991, 1992, 1993, 1994, 1996, 1997 y 1998 y la provincia del Azuay solo contó con 1 solo club perteneciente a la provincia del Azuay que era Deportivo Cuenca y quedó 1 solo equipo de dicha provincia en la misma al igual que 1971, 1973, 1974, 1975, 1976, Primera Etapa de 1977, 1978, 1979, 1980, 1981, 1985, 1986, 1987, 1988, 1989, 1990, 1991, 1992, 1993, 1994, 1996, 1997 y 1998.
En este torneo, los clubes Delfín, Deportivo Cuenca y Audaz Octubrino descendieron a la Serie B para ambos clubes que descendieron de categoría por segunda y penúltima vez tras 1 año y 2 temporadas consecutivas para el club cetáceo, por quinta y última vez tras 3 años y 4 temporadas consecutivas para el club morlaco y por tercera y última vez tras 1 año y 1 temporada para el club audacino respectivamente en la máxima categoría, ocupando la plaza del ascendido Técnico Universitario.

## Antecedentes
Liga Deportiva Universitaria clasificó campeón nacional de fútbol por quinta vez en 1998 y clasificó a la Copa Libertadores 1999 disputando el último partido del equipo albo en la temporada de 1998 contra Emelec el resultado fue la victoria del equipo albo sobre el equipo millonario por 7 a 1 en el marcador global luego de perder 1 a 0 disputado el 23 de diciembre de 1998 en el Estadio George Capwell y ganar 7 a 0 disputado el 27 de diciembre de 1998 en el Estadio Casa Blanca.
Emelec clasificó subcampeón nacional de fútbol por octava vez en 1998 y clasificó a la Copa Libertadores 1999 disputando el último partido del equipo millonario en la temporada de 1998 contra Liga Deportiva Universitaria el resultado fue la derrota del equipo millonario sobre el equipo albo por 7 a 1 en el marcador global luego de ganar 1 a 0 disputado el 23 de diciembre de 1998 en el Estadio George Capwell y perder 7 a 0 disputado el 27 de diciembre de 1998 en el Estadio Casa Blanca.
Aucas ocupó en tercer lugar del Cuadrangular Pre-Libertadores de la Cuarta Etapa del Campeonato Nacional de 1998 y tercer lugar de la Tabla general acumulada del Campeonato Nacional de 1998 disputando el último partido del equipo oriental en la temporada de 1998 contra Liga Deportiva Universitaria en el Superclásico Quiteño el resultado fue la derrota del equipo oriental sobre el equipo albo por 3 a 1 disputado el 20 de diciembre de 1998 en el Estadio Casa Blanca.
Barcelona ocupó en segundo lugar del Cuadrangular Pre-Libertadores de la Cuarta Etapa del Campeonato Nacional de 1998 y cuarto lugar de la Tabla general acumulada del Campeonato Nacional de 1998 disputando el último partido del equipo torero en la temporada de 1998 contra Deportivo Quito el resultado fue la victoria del equipo torero sobre el equipo chulla por 5 a 0 disputado el 20 de diciembre de 1998 en el Estadio Monumental Isidro Romero Carbo.
Deportivo Quito ocupó en cuarto lugar del Cuadrangular Pre-Libertadores de la Cuarta Etapa del Campeonato Nacional de 1998 y quinto lugar de la Tabla general acumulada del Campeonato Nacional de 1998 disputando el último partido del equipo chulla en la temporada de 1998 contra Barcelona el resultado fue la derrota del equipo chulla sobre el equipo torero por 5 a 0 disputado el 20 de diciembre de 1998 en el Estadio Monumental Isidro Romero Carbo.
El Nacional ocupó en cuarto lugar del Cuadrangular Pre-Conmebol de la Cuarta Etapa del Campeonato Nacional de 1998 y sexto lugar de la Tabla general acumulada del Campeonato Nacional de 1998 disputando el último partido del equipo militar en la temporada de 1998 contra Olmedo el resultado fue la derrota del equipo militar sobre el equipo riobambeño en penales por 5 a 3 tras el empate de los dos equipos 1 a 1 disputado el 20 de diciembre de 1998 en el Estadio Olímpico de Riobamba.
Espoli ocupó en segundo lugar del Cuadrangular Pre-Conmebol de la Cuarta Etapa del Campeonato Nacional de 1998 y séptimo lugar de la Tabla general acumulada del Campeonato Nacional de 1998 disputando el último partido del equipo policial en la temporada de 1998 contra Deportivo Cuenca el resultado fue la derrota del equipo policial sobre el equipo morlaco por 2 a 1 disputado el 20 de diciembre de 1998 en el Estadio Olímpico Atahualpa.
Deportivo Cuenca ocupó en primer lugar del Cuadrangular Pre-Conmebol de la Cuarta Etapa del Campeonato Nacional de 1998 y octavo lugar de la Tabla general acumulada del Campeonato Nacional de 1998 y clasificó a la Copa Conmebol 1999 disputando el último partido del equipo morlaco en la temporada de 1998 contra Espoli el resultado fue la victoria del equipo morlaco sobre el equipo policial por 2 a 1 disputado el 20 de diciembre de 1998 en el Estadio Olímpico Atahualpa.
Delfín ocupó en tercer lugar del Cuadrangular del No Descenso de la Cuarta Etapa del Campeonato Nacional de 1998 y noveno lugar de la Tabla general acumulada del Campeonato Nacional de 1998 disputando el último partido del equipo cetáceo en la temporada de 1998 contra Técnico Universitario el resultado fue la victoria del equipo cetáceo sobre el equipo ambateño por 3 a 0 llevando el cuadro ambateño al descenso a la Serie B de la temporada 1999 disputado el 20 de diciembre de 1998 en el Estadio Jocay de Manta.
Olmedo ocupó en tercer lugar del Cuadrangular Pre-Conmebol de la Cuarta Etapa del Campeonato Nacional de 1998 y décimo lugar de la Tabla general acumulada del Campeonato Nacional de 1998 disputando el último partido del equipo riobambeño en la temporada de 1998 contra El Nacional el resultado fue la victoria del equipo riobambeño sobre el equipo militar en penales por 5 a 3 tras el empate de los dos equipos 1 a 1 disputado el 20 de diciembre de 1998 en el Estadio Olímpico de Riobamba.
Macará había abandonado la Serie A para descender a la Serie B disputando el último partido del equipo celeste en la temporada de 1991 contra Barcelona el resultado fue la derrota del equipo celeste sobre el equipo torero por 3 a 0 llevando el cuadro celeste al descenso a la Serie B de la Segunda Etapa de 1991 disputado el 14 de julio de 1991 en el Estadio Monumental Isidro Romero Carbo hace casi 8 años atrás, ahora retornó a la Serie A después de casi 8 años en reemplazo del descendido Técnico Universitario.
Audaz Octubrino había abandonado la Serie A para descender a la Serie B disputando el último partido del equipo machaleño en la temporada de 1989 contra Aucas el resultado fue la derrota del equipo machaleño sobre el equipo oriental por 2 a 1 llevando el cuadro machaleño al descenso a la Serie B de la Segunda Etapa de 1989 disputado el 11 de junio de 1989 en el Estadio 9 de Mayo de Machala hace casi 10 años atrás, ahora retornó a la Serie A después de casi 10 años en reemplazo del descendido Panamá.

## Sistema de juego
Después del agotador torneo del año anterior, se decidió variar el esquema, una vez más; en esta ocasión a uno menos largo. La primera decisión importante fue que, para el año 2000 (primer año del Siglo XXI y III milenio), la Serie A debía reducirse a 10 equipos; por tanto, este año 1999 debían descender a la Serie B los 3 peores ubicados en la liguilla del no descenso.
La primera etapa de la división de privilegio se diputó en 22 juegos de ida y vuelta entre los 12 equipos. Clasificaron a la liguilla final los 4 mejor ubicados. Los 3 primeros tuvieron una bonificación de 3, 2 y 1 puntos; el cuarto entró a la última fase sin bonificación.
Los equipos en décimo, undécimo y duodécimo puesto recibieron una menor bonificación de -3, -2 y -1 puntos, y clasificaron automáticamente a jugar la liguilla del no descenso. Si alguno de estos equipos, que puntuaron negativamente en la primera etapa, clasificaba a la liguilla final en la siguiente etapa, su menor bonificación, así como lugar en el no descenso, la ocuparían los otros equipos, de acuerdo a su ubicación en la primera etapa del campeonato.
La segunda etapa se disputó con los dos equipos divididos en 2 hexagonales. Los ganadores de cada grupo llegaron a la liguilla final con 2 puntos de bonificación. Los colistas de cada grupo llegaron a la liguilla del no descenso con -2 de bonificación.
De la liguilla del no descenso los 3 últimos descendieron de categoría.
En la liguilla final, que también fue una etapa final, clasificaron el primero y segundo, que jugaron encuentros de ida y vuelta para definir el título.

## Relevo anual de clubes
| Pos. | de la Serie A         |
| ---- | --------------------- |
| 11º  | Técnico Universitario |
| 12º  | Panamá                |

| Pos. | de la Serie B   |
| ---- | --------------- |
| 1º   | Macará          |
| 2º   | Audaz Octubrino |

## Equipos participantes

### Datos de los clubes
Tomaron parte en las competición 12 equipos, entre ellos se destaca el retorno de los históricos Club Deportivo Macará, tras 8 años ausente de la categoría y Club Social y Deportivo Audaz Octubrino, tras 10 años ausente de la categoría.
| Equipo           | Ciudad                                                | Provincia       | Estadio                          | Capacidad     |
| ---------------- | ----------------------------------------------------- | --------------- | -------------------------------- | ------------- |
| Aucas            | Quito                                                 | Pichincha       | Chillogallo                      | 18.799        |
| Audaz Octubrino  | Machala                                               | El Oro          | 9 de Mayo                        | 16.456        |
| Barcelona        | Guayaquil                                             | Guayas          | Monumental Isidro Romero Carbo   | 57.267        |
| Delfín           | [[Archivo:\|20x20px\|border\|Bandera de Manta]] Manta | Manabí          | Jocay                            | 17.834        |
| Deportivo Cuenca | Cuenca                                                | Azuay           | Alejandro Serrano Aguilar        | 20.502        |
| Deportivo Quito  | Quito                                                 | Pichincha       | Olímpico Atahualpa               | 35.258        |
| El Nacional      | Quito                                                 | Pichincha       | Olímpico Atahualpa Casa Blanca   | 35.258 41.575 |
| Emelec           | Guayaquil Portoviejo                                  | Guayas · Manabí | George Capwell Reales Tamarindos | 21.388 15.691 |
| Espoli           | Quito                                                 | Pichincha       | Olímpico Atahualpa               | 35.258        |
| Liga de Quito    | Quito                                                 | Pichincha       | Casa Blanca                      | 41.575        |
| Macará           | Ambato                                                | Tungurahua      | Bellavista                       | 16.467        |
| Olmedo           | Riobamba                                              | Chimborazo      | Olímpico (Riobamba)              | 14.400        |

### Equipos por provincias
| Provincia  | N.º | Equipos                                                          |
| ---------- | --- | ---------------------------------------------------------------- |
| Pichincha  | 5   | - Aucas - Deportivo Quito - El Nacional - Espoli - Liga de Quito |
| Guayas     | 2   | - Barcelona - Emelec                                             |
| Azuay      | 1   | - Deportivo Cuenca                                               |
| Chimborazo | 1   | - Olmedo                                                         |
| El Oro     | 1   | - Audaz Octubrino                                                |
| Manabí     | 1   | - Delfín                                                         |
| Tungurahua | 1   | - Macará                                                         |

| Delfín Audaz Octubrino Barcelona Emelec Liga de Quito Espoli El Nacional Deportivo Quito Aucas Deportivo Cuenca Olmedo Macará |

## Primera etapa

### Partidos y resultados
| Fecha 1    | Fecha 1          | Fecha 1   | Fecha 1          |
| Fecha      | Equipo Local     | Resultado | Equipo Visitante |
| ---------- | ---------------- | --------- | ---------------- |
| 5 de marzo | Emelec           | 1 - 0     | Audaz Octubrino  |
| 6 de marzo | Deportivo Cuenca | 3 - 2     | Espoli           |
| 7 de marzo | Aucas            | 3 - 1     | Olmedo           |
| 7 de marzo | Macará           | 0 - 0     | El Nacional      |
| 7 de marzo | Deportivo Quito  | 1 - 2     | Liga de Quito    |
| 8 de marzo | Delfín           | 1 - 3     | Barcelona        |

| Fecha 2     | Fecha 2         | Fecha 2   | Fecha 2          |
| Fecha       | Equipo Local    | Resultado | Equipo Visitante |
| ----------- | --------------- | --------- | ---------------- |
| 14 de marzo | El Nacional     | 2 - 1     | Aucas            |
| 14 de marzo | Espoli          | 2 - 0     | Macará           |
| 14 de marzo | Liga de Quito   | 4 - 0     | Delfín           |
| 14 de marzo | Audaz Octubrino | 1 - 2     | Deportivo Quito  |
| 14 de marzo | Olmedo          | 2 - 0     | Emelec           |
| 15 de marzo | Barcelona       | 1 - 0     | Deportivo Cuenca |

| Fecha 3     | Fecha 3          | Fecha 3   | Fecha 3          |
| Fecha       | Equipo Local     | Resultado | Equipo Visitante |
| ----------- | ---------------- | --------- | ---------------- |
| 20 de marzo | Emelec           | 1 - 1     | El Nacional      |
| 21 de marzo | Aucas            | 0 - 1     | Espoli           |
| 21 de marzo | Deportivo Cuenca | 1 - 0     | Liga de Quito    |
| 21 de marzo | Delfín           | 3 - 1     | Audaz Octubrino  |
| 24 de marzo | Deportivo Quito  | 1 - 2     | Olmedo           |
| 7 de abril  | Macará           | 1 - 0     | Barcelona        |

| Fecha 4     | Fecha 4         | Fecha 4   | Fecha 4          |
| Fecha       | Equipo Local    | Resultado | Equipo Visitante |
| ----------- | --------------- | --------- | ---------------- |
| 27 de marzo | El Nacional     | 1 - 0     | Deportivo Cuenca |
| 27 de marzo | Espoli          | 1 - 1     | Deportivo Quito  |
| 27 de marzo | Audaz Octubrino | 2 - 1     | Macará           |
| 27 de marzo | Olmedo          | 0 - 0     | Delfín           |
| 28 de marzo | Barcelona       | 2 - 1     | Aucas            |
| 28 de marzo | Liga de Quito   | 3 - 1     | Emelec           |

| Fecha 5     | Fecha 5          | Fecha 5   | Fecha 5          |
| Fecha       | Equipo Local     | Resultado | Equipo Visitante |
| ----------- | ---------------- | --------- | ---------------- |
| 31 de marzo | Emelec           | 3 - 0     | Espoli           |
| 31 de marzo | Aucas            | 4 - 1     | Audaz Octubrino  |
| 31 de marzo | Deportivo Quito  | 2 - 0     | Barcelona        |
| 31 de marzo | Deportivo Cuenca | 2 - 2     | Olmedo           |
| 31 de marzo | Delfín           | 0 - 0     | El Nacional      |
| 31 de marzo | Macará           | 1 - 1     | Liga de Quito    |

| Fecha 6    | Fecha 6         | Fecha 6   | Fecha 6          |
| Fecha      | Equipo Local    | Resultado | Equipo Visitante |
| ---------- | --------------- | --------- | ---------------- |
| 3 de abril | Liga de Quito   | 2 - 1     | Aucas            |
| 3 de abril | Audaz Octubrino | 0 - 2     | Deportivo Cuenca |
| 3 de abril | Olmedo          | 2 - 1     | Macará           |
| 4 de abril | Deportivo Quito | 2 - 2     | El Nacional      |
| 4 de abril | Barcelona       | 1 - 1     | Emelec           |
| 4 de abril | Espoli          | 4 - 1     | Delfín           |

| Fecha 7     | Fecha 7          | Fecha 7   | Fecha 7          |
| Fecha       | Equipo Local     | Resultado | Equipo Visitante |
| ----------- | ---------------- | --------- | ---------------- |
| 9 de abril  | Deportivo Cuenca | 1 - 0     | Aucas            |
| 10 de abril | Barcelona        | 2 - 0     | Espoli           |
| 10 de abril | El Nacional      | 0 - 0     | Olmedo           |
| 11 de abril | Liga de Quito    | 2 - 1     | Audaz Octubrino  |
| 11 de abril | Delfín           | 1 - 0     | Deportivo Quito  |
| 11 de abril | Macará           | 1 - 0     | Emelec           |

| Fecha 8     | Fecha 8         | Fecha 8   | Fecha 8          |
| Fecha       | Equipo Local    | Resultado | Equipo Visitante |
| ----------- | --------------- | --------- | ---------------- |
| 17 de abril | El Nacional     | 4 - 0     | Liga de Quito    |
| 18 de abril | Emelec          | 4 - 2     | Delfín           |
| 18 de abril | Deportivo Quito | 4 - 1     | Deportivo Cuenca |
| 18 de abril | Aucas           | 0 - 1     | Macará           |
| 18 de abril | Audaz Octubrino | 2 - 1     | Espoli           |
| 18 de abril | Olmedo          | 1 - 2     | Barcelona        |

| Fecha 9     | Fecha 9          | Fecha 9   | Fecha 9          |
| Fecha       | Equipo Local     | Resultado | Equipo Visitante |
| ----------- | ---------------- | --------- | ---------------- |
| 25 de abril | Barcelona        | 2 - 1     | Audaz Octubrino  |
| 25 de abril | Espoli           | 1 - 2     | El Nacional      |
| 25 de abril | Liga de Quito    | 3 - 0     | Olmedo           |
| 25 de abril | Deportivo Quito  | 0 - 0     | Aucas            |
| 25 de abril | Deportivo Cuenca | 1 - 4     | Emelec           |
| 25 de abril | Macará           | 2 - 2     | Delfín           |

| Fecha 10    | Fecha 10         | Fecha 10  | Fecha 10         |
| Fecha       | Equipo Local     | Resultado | Equipo Visitante |
| ----------- | ---------------- | --------- | ---------------- |
| 28 de abril | Emelec           | 2 - 1     | Deportivo Quito  |
| 28 de abril | Liga de Quito    | 3 - 2     | Barcelona        |
| 28 de abril | El Nacional      | 1 - 1     | Audaz Octubrino  |
| 28 de abril | Deportivo Cuenca | 1 - 1     | Macará           |
| 28 de abril | Olmedo           | 1 - 1     | Espoli           |
| 28 de abril | Delfín           | 3 - 0     | Aucas            |

| Fecha 11  | Fecha 11        | Fecha 11  | Fecha 11         |
| Fecha     | Equipo Local    | Resultado | Equipo Visitante |
| --------- | --------------- | --------- | ---------------- |
| 2 de mayo | Barcelona       | 0 - 1     | El Nacional      |
| 2 de mayo | Aucas           | 2 - 1     | Emelec           |
| 2 de mayo | Espoli          | 0 - 1     | Liga de Quito    |
| 2 de mayo | Audaz Octubrino | 0 - 2     | Olmedo           |
| 2 de mayo | Delfín          | 1 - 1     | Deportivo Cuenca |
| 2 de mayo | Macará          | 2 - 0     | Deportivo Quito  |

| Fecha 12  | Fecha 12         | Fecha 12  | Fecha 12         |
| Fecha     | Equipo Local     | Resultado | Equipo Visitante |
| --------- | ---------------- | --------- | ---------------- |
| 7 de mayo | Deportivo Cuenca | 4 - 1     | Delfín           |
| 8 de mayo | Liga de Quito    | 0 - 2     | Espoli           |
| 8 de mayo | El Nacional      | 4 - 0     | Barcelona        |
| 9 de mayo | Emelec           | 3 - 0     | Aucas            |
| 9 de mayo | Olmedo           | 1 - 0     | Audaz Octubrino  |
| 9 de mayo | Deportivo Quito  | 1 - 1     | Macará           |

| Fecha 13   | Fecha 13        | Fecha 13  | Fecha 13         |
| Fecha      | Equipo Local    | Resultado | Equipo Visitante |
| ---------- | --------------- | --------- | ---------------- |
| 16 de mayo | Deportivo Quito | 4 - 2     | Emelec           |
| 16 de mayo | Barcelona       | 2 - 2     | Liga de Quito    |
| 16 de mayo | Audaz Octubrino | 1 - 0     | El Nacional      |
| 16 de mayo | Macará          | 2 - 0     | Deportivo Cuenca |
| 16 de mayo | Espoli          | 3 - 0     | Olmedo           |
| 16 de mayo | Aucas           | 0 - 1     | Delfín           |

| Fecha 14   | Fecha 14        | Fecha 14  | Fecha 14         |
| Fecha      | Equipo Local    | Resultado | Equipo Visitante |
| ---------- | --------------- | --------- | ---------------- |
| 22 de mayo | El Nacional     | 5 - 0     | Olmedo           |
| 23 de mayo | Audaz Octubrino | 0 - 1     | Barcelona        |
| 23 de mayo | Olmedo          | 2 - 1     | Liga de Quito    |
| 23 de mayo | Aucas           | 2 - 2     | Deportivo Quito  |
| 23 de mayo | Emelec          | 5 - 2     | Deportivo Cuenca |
| 23 de mayo | Delfín          | 2 - 0     | Macará           |

| Fecha 15   | Fecha 15         | Fecha 15  | Fecha 15         |
| Fecha      | Equipo Local     | Resultado | Equipo Visitante |
| ---------- | ---------------- | --------- | ---------------- |
| 28 de mayo | Deportivo Cuenca | 0 - 1     | Deportivo Quito  |
| 29 de mayo | Espoli           | 4 - 0     | Audaz Octubrino  |
| 30 de mayo | Delfín           | 2 - 1     | Emelec           |
| 30 de mayo | Macará           | 3 - 2     | Aucas            |
| 30 de mayo | Liga de Quito    | 0 - 3     | El Nacional      |
| 30 de mayo | Barcelona        | 0 - 0     | Olmedo           |

| Fecha 16   | Fecha 16        | Fecha 16  | Fecha 16         |
| Fecha      | Equipo Local    | Resultado | Equipo Visitante |
| ---------- | --------------- | --------- | ---------------- |
| 6 de junio | Espoli          | 1 - 1     | Barcelona        |
| 6 de junio | Olmedo          | 1 - 1     | El Nacional      |
| 6 de junio | Audaz Octubrino | 0 - 1     | Liga de Quito    |
| 6 de junio | Aucas           | 0 - 2     | Deportivo Cuenca |
| 6 de junio | Deportivo Quito | 2 - 1     | Delfín           |
| 6 de junio | Emelec          | 3 - 1     | Macará           |

| Fecha 17    | Fecha 17         | Fecha 17  | Fecha 17         |
| Fecha       | Equipo Local     | Resultado | Equipo Visitante |
| ----------- | ---------------- | --------- | ---------------- |
| 12 de junio | Emelec           | 1 - 0     | Barcelona        |
| 12 de junio | El Nacional      | 2 - 1     | Deportivo Quito  |
| 13 de junio | Delfín           | 2 - 0     | Espoli           |
| 13 de junio | Aucas            | 0 - 1     | Liga de Quito    |
| 13 de junio | Deportivo Cuenca | 2 - 0     | Audaz Octubrino  |
| 13 de junio | Macará           | 2 - 4     | Olmedo           |

| Fecha 18    | Fecha 18        | Fecha 18  | Fecha 18         |
| Fecha       | Equipo Local    | Resultado | Equipo Visitante |
| ----------- | --------------- | --------- | ---------------- |
| 24 de julio | Espoli          | 3 - 0     | Emelec           |
| 25 de julio | Audaz Octubrino | 0 - 0     | Aucas            |
| 25 de julio | Barcelona       | 2 - 0     | Deportivo Quito  |
| 25 de julio | Olmedo          | 1 - 1     | Deportivo Cuenca |
| 25 de julio | El Nacional     | 3 - 1     | Delfín           |
| 25 de julio | Liga de Quito   | 1 - 2     | Macará           |

| Fecha 19    | Fecha 19         | Fecha 19  | Fecha 19         |
| Fecha       | Equipo Local     | Resultado | Equipo Visitante |
| ----------- | ---------------- | --------- | ---------------- |
| 27 de julio | Emelec           | 2 - 1     | Liga de Quito    |
| 27 de julio | Deportivo Quito  | 1 - 2     | Espoli           |
| 27 de julio | Macará           | 0 - 2     | Audaz Octubrino  |
| 28 de julio | Aucas            | 3 - 0     | Barcelona        |
| 28 de julio | Deportivo Cuenca | 0 - 0     | El Nacional      |
| 28 de julio | Delfín           | 1 - 1     | Olmedo           |

| Fecha 20    | Fecha 20        | Fecha 20  | Fecha 20         |
| Fecha       | Equipo Local    | Resultado | Equipo Visitante |
| ----------- | --------------- | --------- | ---------------- |
| 1 de agosto | El Nacional     | 2 - 0     | Emelec           |
| 1 de agosto | Olmedo          | 2 - 2     | Deportivo Quito  |
| 1 de agosto | Espoli          | 2 - 3     | Aucas            |
| 1 de agosto | Liga de Quito   | 1 - 0     | Deportivo Cuenca |
| 1 de agosto | Audaz Octubrino | 2 - 0     | Delfín           |
| 1 de agosto | Barcelona       | 2 - 0     | Macará           |

| Fecha 21    | Fecha 21         | Fecha 21  | Fecha 21         |
| Fecha       | Equipo Local     | Resultado | Equipo Visitante |
| ----------- | ---------------- | --------- | ---------------- |
| 6 de agosto | Deportivo Quito  | 4 - 0     | Audaz Octubrino  |
| 7 de agosto | Emelec           | 3 - 1     | Olmedo           |
| 8 de agosto | Aucas            | 2 - 1     | El Nacional      |
| 8 de agosto | Macará           | 3 - 2     | Espoli           |
| 8 de agosto | Delfín           | 2 - 1     | Liga de Quito    |
| 8 de agosto | Deportivo Cuenca | 0 - 0     | Barcelona        |

| Fecha 22     | Fecha 22        | Fecha 22  | Fecha 22         |
| Fecha        | Equipo Local    | Resultado | Equipo Visitante |
| ------------ | --------------- | --------- | ---------------- |
| 15 de agosto | Audaz Octubrino | 1 - 2     | Emelec           |
| 15 de agosto | Espoli          | 6 - 1     | Deportivo Cuenca |
| 15 de agosto | Olmedo          | 2 - 2     | Aucas            |
| 15 de agosto | El Nacional     | 1 - 1     | Macará           |
| 15 de agosto | Liga de Quito   | 1 - 0     | Deportivo Quito  |
| 15 de agosto | Barcelona       | 2 - 1     | Delfín           |

### Tabla de posiciones
|  |  |     | Equipo           | PJ | PG | PE | PP | GF | GC | DG  | PTS | PB/PP |
|  |  | --- | ---------------- | -- | -- | -- | -- | -- | -- | --- | --- | ----- |
|  |  | 1.  | El Nacional      | 22 | 12 | 8  | 2  | 34 | 13 | +21 | 44  | 3     |
|  |  | 2.  | Emelec           | 22 | 12 | 2  | 8  | 40 | 31 | +9  | 38  | 2     |
|  |  | 3.  | Liga de Quito    | 22 | 12 | 2  | 8  | 31 | 27 | +4  | 38  | 1     |
|  |  | 4.  | Barcelona        | 22 | 10 | 5  | 7  | 25 | 24 | +1  | 35  | 0     |
|  |  | 5.  | Macará           | 22 | 9  | 5  | 8  | 28 | 30 | -2  | 32  |       |
|  |  | 6.  | Olmedo           | 22 | 7  | 10 | 5  | 28 | 29 | -1  | 31  |       |
|  |  | 7.  | Espoli           | 22 | 9  | 3  | 10 | 38 | 29 | +9  | 30  |       |
|  |  | 8.  | Delfín           | 22 | 8  | 5  | 9  | 28 | 35 | -7  | 29  |       |
|  |  | 9.  | Deportivo Quito  | 22 | 7  | 6  | 9  | 32 | 29 | +3  | 27  |       |
|  |  | 10. | Deportivo Cuenca | 22 | 7  | 6  | 9  | 25 | 33 | -8  | 27  | -1    |
|  |  | 11. | Aucas            | 22 | 6  | 4  | 12 | 26 | 32 | -6  | 22  | -2    |
|  |  | 12. | Audaz Octubrino  | 22 | 4  | 2  | 16 | 15 | 38 | -23 | 14  | -3    |

PJ = Partidos jugados; PG = Partidos ganados; PE = Partidos empatados; PP = Partidos perdidos; GF = Goles a favor; GC = Goles en contra; DG = Diferencia de gol; PTS = Puntos; PB/PP = Puntos de bonificación/Puntos de Penalización
|  | Clasificaron a la Liguilla final.           |
|  | Clasificaron a la Liguilla del No Descenso. |

## Segunda etapa

### Partidos y resultados
| Fecha 1      | Fecha 1          | Fecha 1   | Fecha 1          |
| Fecha        | Equipo Local     | Resultado | Equipo Visitante |
| ------------ | ---------------- | --------- | ---------------- |
| 22 de agosto | Deportivo Cuenca | 0 - 0     | Aucas            |
| 22 de agosto | Macará           | 3 - 1     | El Nacional      |
| 22 de agosto | Liga de Quito    | 1 - 0     | Olmedo           |
| 22 de agosto | Emelec           | 1 - 2     | Espoli           |
| 22 de agosto | Deportivo Quito  | 4 - 1     | Audaz Octubrino  |
| 22 de agosto | Delfín           | 3 - 0     | Barcelona        |

| Fecha 2      | Fecha 2         | Fecha 2   | Fecha 2          |
| Fecha        | Equipo Local    | Resultado | Equipo Visitante |
| ------------ | --------------- | --------- | ---------------- |
| 27 de agosto | Liga de Quito   | 4 - 1     | Espoli           |
| 28 de agosto | Barcelona       | 3 - 1     | Deportivo Quito  |
| 28 de agosto | El Nacional     | 4 - 1     | Delfín           |
| 29 de agosto | Aucas           | 7 - 0     | Emelec           |
| 29 de agosto | Olmedo          | 2 - 2     | Deportivo Cuenca |
| 29 de agosto | Audaz Octubrino | 2 - 0     | Macará           |

| Fecha 3         | Fecha 3          | Fecha 3   | Fecha 3          |
| Fecha           | Equipo Local     | Resultado | Equipo Visitante |
| --------------- | ---------------- | --------- | ---------------- |
| 3 de septiembre | Deportivo Cuenca | 1 - 0     | Liga de Quito    |
| 4 de septiembre | Espoli           | 2 - 1     | Aucas            |
| 5 de septiembre | Emelec           | 1 - 0     | Olmedo           |
| 5 de septiembre | El Nacional      | 1 - 1     | Barcelona        |
| 5 de septiembre | Macará           | 2 - 1     | Deportivo Quito  |
| 5 de septiembre | Delfín           | 2 - 1     | Audaz Octubrino  |

| Fecha 4         | Fecha 4          | Fecha 4   | Fecha 4          |
| Fecha           | Equipo Local     | Resultado | Equipo Visitante |
| --------------- | ---------------- | --------- | ---------------- |
| 7 de septiembre | Audaz Octubrino  | 1 - 0     | El Nacional      |
| 8 de septiembre | Barcelona        | 3 - 0     | Macará           |
| 8 de septiembre | Deportivo Quito  | 3 - 0     | Delfín           |
| 8 de septiembre | Liga de Quito    | 2 - 1     | Emelec           |
| 8 de septiembre | Deportivo Cuenca | 0 - 2     | Espoli           |
| 8 de septiembre | Olmedo           | 1 - 0     | Aucas            |

| Fecha 5          | Fecha 5         | Fecha 5   | Fecha 5          |
| Fecha            | Equipo Local    | Resultado | Equipo Visitante |
| ---------------- | --------------- | --------- | ---------------- |
| 12 de septiembre | Emelec          | 4 - 1     | Deportivo Cuenca |
| 12 de septiembre | El Nacional     | 2 - 2     | Deportivo Quito  |
| 12 de septiembre | Aucas           | 0 - 0     | Liga de Quito    |
| 12 de septiembre | Espoli          | 3 - 1     | Olmedo           |
| 12 de septiembre | Audaz Octubrino | 1 - 0     | Barcelona        |
| 12 de septiembre | Delfín          | 2 - 1     | Macará           |

| Fecha 6          | Fecha 6          | Fecha 6   | Fecha 6          |
| Fecha            | Equipo Local     | Resultado | Equipo Visitante |
| ---------------- | ---------------- | --------- | ---------------- |
| 17 de septiembre | Deportivo Cuenca | 3 - 0     | Emelec           |
| 17 de septiembre | Liga de Quito    | 1 - 0     | Aucas            |
| 19 de septiembre | Deportivo Quito  | 3 - 0     | El Nacional      |
| 19 de septiembre | Olmedo           | 2 - 0     | Espoli           |
| 19 de septiembre | Barcelona        | 3 - 0     | Audaz Octubrino  |
| 19 de septiembre | Macará           | 2 - 1     | Delfín           |

| Fecha 7          | Fecha 7      | Fecha 7   | Fecha 7          |
| Fecha            | Equipo Local | Resultado | Equipo Visitante |
| ---------------- | ------------ | --------- | ---------------- |
| 21 de septiembre | Emelec       | 3 - 2     | Liga de Quito    |
| 22 de septiembre | Macará       | 4 - 1     | Barcelona        |
| 22 de septiembre | Delfín       | 0 - 1     | Deportivo Quito  |
| 22 de septiembre | Espoli       | 1 - 0     | Deportivo Cuenca |
| 22 de septiembre | El Nacional  | 4 - 0     | Audaz Octubrino  |
| 22 de septiembre | Aucas        | 3 - 1     | Olmedo           |

| Fecha 8          | Fecha 8         | Fecha 8   | Fecha 8          |
| Fecha            | Equipo Local    | Resultado | Equipo Visitante |
| ---------------- | --------------- | --------- | ---------------- |
| 26 de septiembre | Liga de Quito   | 1 - 0     | Deportivo Cuenca |
| 26 de septiembre | Aucas           | 0 - 1     | Espoli           |
| 26 de septiembre | Olmedo          | 1 - 2     | Emelec           |
| 26 de septiembre | Barcelona       | 1 - 2     | El Nacional      |
| 26 de septiembre | Deportivo Quito | 2 - 0     | Macará           |
| 26 de septiembre | Audaz Octubrino | 6 - 1     | Delfín           |

| Fecha 9      | Fecha 9          | Fecha 9   | Fecha 9          |
| Fecha        | Equipo Local     | Resultado | Equipo Visitante |
| ------------ | ---------------- | --------- | ---------------- |
| 1 de octubre | Deportivo Cuenca | 1 - 2     | Olmedo           |
| 3 de octubre | Espoli           | 1 - 0     | Liga de Quito    |
| 3 de octubre | Deportivo Quito  | 2 - 0     | Barcelona        |
| 3 de octubre | Delfín           | 3 - 1     | El Nacional      |
| 3 de octubre | Emelec           | 3 - 0     | Aucas            |
| 3 de octubre | Macará           | 3 - 0     | Audaz Octubrino  |

| Fecha 10     | Fecha 10        | Fecha 10  | Fecha 10         |
| Fecha        | Equipo Local    | Resultado | Equipo Visitante |
| ------------ | --------------- | --------- | ---------------- |
| 9 de octubre | Aucas           | 0 - 0     | Deportivo Cuenca |
| 9 de octubre | El Nacional     | 3 - 0     | Macará           |
| 9 de octubre | Olmedo          | 1 - 1     | Liga de Quito    |
| 9 de octubre | Espoli          | 2 - 2     | Emelec           |
| 9 de octubre | Audaz Octubrino | 1 - 0     | Deportivo Quito  |
| 9 de octubre | Barcelona       | 1 - 0     | Delfín           |

### Tabla de posiciones
Grupo A
|  |  |    | Equipo          | PJ | PG | PE | PP | GF | GC | DG  | PTS | PB/PP |
|  |  | -- | --------------- | -- | -- | -- | -- | -- | -- | --- | --- | ----- |
|  |  | 1. | Deportivo Quito | 10 | 6  | 1  | 3  | 19 | 9  | +10 | 19  | 2     |
|  |  | 2. | Macará          | 10 | 5  | 0  | 5  | 15 | 16 | -1  | 15  |       |
|  |  | 3. | Audaz Octubrino | 10 | 5  | 0  | 5  | 13 | 17 | -4  | 15  |       |
|  |  | 4. | El Nacional     | 10 | 4  | 2  | 4  | 18 | 15 | +3  | 14  |       |
|  |  | 5. | Barcelona       | 10 | 4  | 1  | 5  | 13 | 14 | -1  | 13  |       |
|  |  | 6. | Delfín          | 10 | 4  | 0  | 6  | 13 | 20 | -7  | 12  | -2    |

Grupo B
|  |  |    | Equipo           | PJ | PG | PE | PP | GF | GC | DG | PTS | PB/PP |
|  |  | -- | ---------------- | -- | -- | -- | -- | -- | -- | -- | --- | ----- |
|  |  | 1. | Espoli           | 10 | 7  | 1  | 2  | 15 | 11 | +4 | 22  | 2     |
|  |  | 2. | Liga de Quito    | 10 | 5  | 2  | 3  | 12 | 8  | +4 | 17  |       |
|  |  | 3. | Emelec           | 10 | 5  | 1  | 4  | 17 | 20 | -3 | 16  |       |
|  |  | 4. | Olmedo           | 10 | 3  | 2  | 5  | 11 | 14 | -3 | 11  |       |
|  |  | 5. | Aucas            | 10 | 2  | 3  | 5  | 11 | 9  | +2 | 9   |       |
|  |  | 6. | Deportivo Cuenca | 10 | 2  | 3  | 5  | 8  | 12 | -4 | 9   | -2    |

PJ = Partidos jugados; PG = Partidos ganados; PE = Partidos empatados; PP = Partidos perdidos; GF = Goles a favor; GC = Goles en contra; DG = Diferencia de gol; PTS = Puntos; PB/PP = Puntos de bonificación/Puntos de Penalización
|  | Clasificaron a la Liguilla final.           |
|  | Clasificaron a la Liguilla del No Descenso. |

#### Evolución de la clasificación
Grupo A
Grupo B

## Liguillas

### Liguilla del No Descenso

#### Partidos y resultados
| Fecha 1       | Fecha 1          | Fecha 1   | Fecha 1          |
| Fecha         | Equipo Local     | Resultado | Equipo Visitante |
| ------------- | ---------------- | --------- | ---------------- |
| 16 de octubre | Deportivo Cuenca | 0 - 1     | Olmedo           |
| 17 de octubre | Aucas            | 3 - 0     | Delfín           |
| 17 de octubre | Macará           | 4 - 1     | Audaz Octubrino  |

| Fecha 2       | Fecha 2         | Fecha 2   | Fecha 2          |
| Fecha         | Equipo Local    | Resultado | Equipo Visitante |
| ------------- | --------------- | --------- | ---------------- |
| 24 de octubre | Audaz Octubrino | 1 - 2     | Aucas            |
| 24 de octubre | Olmedo          | 0 - 0     | Macará           |
| 24 de octubre | Delfín          | 3 - 0     | Deportivo Cuenca |

| Fecha 3       | Fecha 3         | Fecha 3   | Fecha 3          |
| Fecha         | Equipo Local    | Resultado | Equipo Visitante |
| ------------- | --------------- | --------- | ---------------- |
| 31 de octubre | Aucas           | 2 - 1     | Olmedo           |
| 31 de octubre | Audaz Octubrino | 1 - 1     | Delfín           |
| 31 de octubre | Macará          | 4 - 1     | Deportivo Cuenca |

| Fecha 4        | Fecha 4          | Fecha 4   | Fecha 4          |
| Fecha          | Equipo Local     | Resultado | Equipo Visitante |
| -------------- | ---------------- | --------- | ---------------- |
| 3 de noviembre | Deportivo Cuenca | 0 - 1     | Aucas            |
| 3 de noviembre | Olmedo           | 4 - 0     | Audaz Octubrino  |
| 3 de noviembre | Delfín           | 5 - 1     | Macará           |

| Fecha 5        | Fecha 5         | Fecha 5   | Fecha 5          |
| Fecha          | Equipo Local    | Resultado | Equipo Visitante |
| -------------- | --------------- | --------- | ---------------- |
| 7 de noviembre | Aucas           | 4 - 2     | Macará           |
| 7 de noviembre | Audaz Octubrino | 0 - 1     | Deportivo Cuenca |
| 7 de noviembre | Olmedo          | 1 - 0     | Delfín           |

| Fecha 6         | Fecha 6          | Fecha 6   | Fecha 6          |
| Fecha           | Equipo Local     | Resultado | Equipo Visitante |
| --------------- | ---------------- | --------- | ---------------- |
| 13 de noviembre | Macará           | 1 - 1     | Aucas            |
| 14 de noviembre | Deportivo Cuenca | 1 - 0     | Audaz Octubrino  |
| 14 de noviembre | Delfín           | 2 - 1     | Olmedo           |

| Fecha 7         | Fecha 7         | Fecha 7   | Fecha 7          |
| Fecha           | Equipo Local    | Resultado | Equipo Visitante |
| --------------- | --------------- | --------- | ---------------- |
| 17 de noviembre | Aucas           | 3 - 3     | Deportivo Cuenca |
| 17 de noviembre | Audaz Octubrino | 0 - 2     | Olmedo           |
| 17 de noviembre | Macará          | 2 - 1     | Delfín           |

| Fecha 8         | Fecha 8          | Fecha 8   | Fecha 8          |
| Fecha           | Equipo Local     | Resultado | Equipo Visitante |
| --------------- | ---------------- | --------- | ---------------- |
| 21 de noviembre | Olmedo           | 1 - 1     | Aucas            |
| 21 de noviembre | Delfín           | 9 - 0     | Audaz Octubrino  |
| 21 de noviembre | Deportivo Cuenca | 1 - 1     | Macará           |

| Fecha 9         | Fecha 9          | Fecha 9   | Fecha 9          |
| Fecha           | Equipo Local     | Resultado | Equipo Visitante |
| --------------- | ---------------- | --------- | ---------------- |
| 28 de noviembre | Aucas            | 2 - 1     | Audaz Octubrino  |
| 28 de noviembre | Macará           | 1 - 1     | Olmedo           |
| 28 de noviembre | Deportivo Cuenca | 1 - 0     | Delfín           |

| Fecha 10       | Fecha 10        | Fecha 10  | Fecha 10         |
| Fecha          | Equipo Local    | Resultado | Equipo Visitante |
| -------------- | --------------- | --------- | ---------------- |
| 4 de diciembre | Olmedo          | 1 - 2     | Deportivo Cuenca |
| 5 de diciembre | Delfín          | 2 - 1     | Aucas            |
| 5 de diciembre | Audaz Octubrino | 0 - 3     | Macará           |

#### Tabla de posiciones
|  |  |    | Equipo           | PJ | PG | PE | PP | GF | GC | DG  | PTS | PP |
|  |  | -- | ---------------- | -- | -- | -- | -- | -- | -- | --- | --- | -- |
|  |  | 1. | Aucas            | 10 | 6  | 3  | 1  | 20 | 12 | +8  | 19  | -2 |
|  |  | 2. | Macará           | 10 | 4  | 4  | 2  | 19 | 15 | +4  | 16  | 0  |
|  |  | 3. | Olmedo           | 10 | 4  | 3  | 3  | 13 | 8  | +5  | 15  | 0  |
|  |  | 4. | Delfín           | 10 | 5  | 1  | 4  | 23 | 11 | +12 | 14  | -2 |
|  |  | 5. | Deportivo Cuenca | 10 | 4  | 2  | 4  | 10 | 14 | -4  | 11  | -3 |
|  |  | 6. | Audaz Octubrino  | 10 | 0  | 1  | 9  | 4  | 29 | -25 | -2  | -3 |

PJ = Partidos jugados; PG = Partidos ganados; PE = Partidos empatados; PP = Partidos perdidos; GF = Goles a favor; GC = Goles en contra; DG = Diferencia de gol; PTS = Puntos; PP = Puntos de Penalización
|  | Descendieron a la Serie B. |

### Liguilla final

#### Partidos y resultados
| Fecha 1       | Fecha 1         | Fecha 1   | Fecha 1          |
| Fecha         | Equipo Local    | Resultado | Equipo Visitante |
| ------------- | --------------- | --------- | ---------------- |
| 17 de octubre | Liga de Quito   | 0 - 1     | El Nacional      |
| 17 de octubre | Deportivo Quito | 2 - 2     | Emelec           |
| 17 de octubre | Barcelona       | 2 - 1     | Espoli           |

| Fecha 2       | Fecha 2         | Fecha 2   | Fecha 2          |
| Fecha         | Equipo Local    | Resultado | Equipo Visitante |
| ------------- | --------------- | --------- | ---------------- |
| 24 de octubre | Emelec          | 0 - 1     | Liga de Quito    |
| 24 de octubre | El Nacional     | 4 - 1     | Barcelona        |
| 24 de octubre | Deportivo Quito | 4 - 1     | Espoli           |

| Fecha 3       | Fecha 3       | Fecha 3   | Fecha 3          |
| Fecha         | Equipo Local  | Resultado | Equipo Visitante |
| ------------- | ------------- | --------- | ---------------- |
| 31 de octubre | Espoli        | 0 - 0     | El Nacional      |
| 31 de octubre | Liga de Quito | 3 - 1     | Deportivo Quito  |
| 31 de octubre | Barcelona     | 1 - 3     | Emelec           |

| Fecha 4        | Fecha 4         | Fecha 4   | Fecha 4          |
| Fecha          | Equipo Local    | Resultado | Equipo Visitante |
| -------------- | --------------- | --------- | ---------------- |
| 3 de noviembre | Deportivo Quito | 1 - 0     | Barcelona        |
| 3 de noviembre | Liga de Quito   | 2 - 1     | Espoli           |
| 5 de noviembre | Emelec          | 0 - 0     | El Nacional      |

| Fecha 5        | Fecha 5      | Fecha 5   | Fecha 5          |
| Fecha          | Equipo Local | Resultado | Equipo Visitante |
| -------------- | ------------ | --------- | ---------------- |
| 7 de noviembre | Espoli       | 2 - 1     | Emelec           |
| 7 de noviembre | El Nacional  | 1 - 1     | Deportivo Quito  |
| 7 de noviembre | Barcelona    | 2 - 2     | Liga de Quito    |

| Fecha 6         | Fecha 6         | Fecha 6   | Fecha 6          |
| Fecha           | Equipo Local    | Resultado | Equipo Visitante |
| --------------- | --------------- | --------- | ---------------- |
| 14 de noviembre | Emelec          | 2 - 0     | Espoli           |
| 14 de noviembre | Deportivo Quito | 3 - 3     | El Nacional      |
| 14 de noviembre | Liga de Quito   | 1 - 1     | Barcelona        |

| Fecha 7         | Fecha 7      | Fecha 7   | Fecha 7          |
| Fecha           | Equipo Local | Resultado | Equipo Visitante |
| --------------- | ------------ | --------- | ---------------- |
| 17 de noviembre | Espoli       | 0 - 0     | Liga de Quito    |
| 17 de noviembre | El Nacional  | 1 - 0     | Emelec           |
| 19 de noviembre | Barcelona    | 4 - 1     | Deportivo Quito  |

| Fecha 8         | Fecha 8         | Fecha 8   | Fecha 8          |
| Fecha           | Equipo Local    | Resultado | Equipo Visitante |
| --------------- | --------------- | --------- | ---------------- |
| 21 de noviembre | El Nacional     | 1 - 1     | Espoli           |
| 21 de noviembre | Deportivo Quito | 2 - 3     | Liga de Quito    |
| 21 de noviembre | Emelec          | 1 - 0     | Barcelona        |

| Fecha 9         | Fecha 9       | Fecha 9   | Fecha 9          |
| Fecha           | Equipo Local  | Resultado | Equipo Visitante |
| --------------- | ------------- | --------- | ---------------- |
| 28 de noviembre | Liga de Quito | 2 - 0     | Emelec           |
| 28 de noviembre | Barcelona     | 1 - 1     | El Nacional      |
| 28 de noviembre | Espoli        | 0 - 1     | Deportivo Quito  |

| Fecha 10       | Fecha 10     | Fecha 10  | Fecha 10         |
| Fecha          | Equipo Local | Resultado | Equipo Visitante |
| -------------- | ------------ | --------- | ---------------- |
| 5 de diciembre | Espoli       | 4 - 1     | Barcelona        |
| 5 de diciembre | El Nacional  | 2 - 0     | Liga de Quito    |
| 5 de diciembre | Emelec       | 3 - 2     | Deportivo Quito  |

#### Tabla de posiciones
|  |  |    | Equipo          | PJ | PG | PE | PP | GF | GC | DG | PTS | PB |
|  |  | -- | --------------- | -- | -- | -- | -- | -- | -- | -- | --- | -- |
|  |  | 1. | El Nacional     | 10 | 4  | 5  | 1  | 14 | 8  | +6 | 20  | 3  |
|  |  | 2. | Liga de Quito   | 10 | 5  | 3  | 2  | 15 | 11 | +4 | 19  | 1  |
|  |  | 3. | Emelec          | 10 | 5  | 1  | 4  | 15 | 11 | +4 | 18  | 2  |
|  |  | 4. | Deportivo Quito | 10 | 3  | 3  | 4  | 16 | 20 | -4 | 14  | 2  |
|  |  | 5. | Espoli          | 10 | 2  | 3  | 5  | 11 | 15 | -4 | 11  | 2  |
|  |  | 6. | Barcelona       | 10 | 2  | 3  | 5  | 13 | 19 | -6 | 9   | 0  |

PJ = Partidos jugados; PG = Partidos ganados; PE = Partidos empatados; PP = Partidos perdidos; GF = Goles a favor; GC = Goles en contra; DG = Diferencia de gol; PTS = Puntos; PB = Puntos de bonificación
|  | Clasificaron a la Copa Libertadores 2000 y Disputaron la Final del campeonato. |
|  | Clasificó a la Copa Libertadores 2000.                                         |

## Final del campeonato
La disputaron entre Liga Deportiva Universitaria y El Nacional, ganando el equipo albo.
| Fecha                                                                     | Ciudad | Equipo local  | Resultado | Equipo visitante  |
| ------------------------------------------------------------------------- | ------ | ------------- | --------- | ----------------- |
| 12 de diciembre                                                           | Quito  | Liga de Quito | 1 - 0     | El Nacional       |
| 19 de diciembre                                                           | Quito  | El Nacional   | 1 - 3     | Liga de Quito (C) |
| Liga Deportiva Universitaria es el campeón con el marcador global de 4-1. |        |               |           |                   |

### Campeón
|                                                 |
|                                                 |
| Campeón Liga Deportiva Universitaria 6.º título |

## Tabla general acumulada
|  |  |     | Equipo               | PJ | PG | PE | PP | GF | GC | DG  | PTS | PB/PP | PT | Resultado en la que concluyó su participación     |
|  |  | --- | -------------------- | -- | -- | -- | -- | -- | -- | --- | --- | ----- | -- | ------------------------------------------------- |
|  |  | 1.  | Liga de Quito (C)    | 44 | 24 | 7  | 13 | 62 | 47 | +15 | 79  | +1    | 80 | Campeón, clasificó a la Copa Libertadores 2000    |
|  |  | 2.  | El Nacional (SC)     | 44 | 20 | 15 | 9  | 67 | 40 | +27 | 75  | +3    | 78 | Subcampeón, clasificó a la Copa Libertadores 2000 |
|  |  | 3.  | Emelec               | 42 | 22 | 4  | 16 | 70 | 62 | +8  | 70  | +2    | 72 | Clasificó a la Copa Libertadores 2000             |
|  |  | 4.  | Espoli               | 42 | 18 | 7  | 17 | 64 | 55 | +9  | 61  | +2    | 63 |                                                   |
|  |  | 5.  | Macará               | 42 | 18 | 9  | 15 | 62 | 61 | +1  | 63  |       | 63 |                                                   |
|  |  | 6.  | Deportivo Quito      | 42 | 16 | 10 | 16 | 68 | 58 | +10 | 58  | +2    | 60 |                                                   |
|  |  | 7.  | Olmedo               | 42 | 14 | 15 | 13 | 52 | 51 | +1  | 57  |       | 57 |                                                   |
|  |  | 8.  | Barcelona            | 42 | 16 | 9  | 17 | 51 | 57 | -6  | 57  |       | 57 |                                                   |
|  |  | 9.  | Aucas                | 42 | 14 | 10 | 18 | 57 | 53 | +4  | 52  | -2    | 50 |                                                   |
|  |  | 10. | Delfín (D)           | 42 | 17 | 6  | 19 | 64 | 66 | -2  | 57  | -2    | 55 | Descendieron a la Serie B                         |
|  |  | 11. | Deportivo Cuenca (D) | 42 | 13 | 11 | 18 | 43 | 59 | -16 | 50  | -3    | 47 | Descendieron a la Serie B                         |
|  |  | 12. | Audaz Octubrino (D)  | 42 | 9  | 3  | 30 | 32 | 83 | -51 | 30  | -3    | 27 | Descendieron a la Serie B                         |

PJ = Partidos jugados; PG = Partidos ganados; PE = Partidos empatados; PP = Partidos perdidos; GF = Goles a favor; GC = Goles en contra; DG = Diferencia de gol; PTS = Puntos; PB/PP = Puntos de bonificación/Puntos de Penalización PT = Puntos Totales

## Goleadores
| Jugador         | Equipo      | Goles |
| --------------- | ----------- | ----- |
| Cristian Botero | Macará      | 25    |
| Fabián Cubero   | Espoli      | 22    |
| Diego Herrera   | El Nacional | 20    |
| Max Mecías      | Olmedo      | 19    |
| Raúl Salazar    | Aucas       | 16    |
| José Gavica     | Delfín      | 15    |